# Herrarnas K-4 1000 meter i kanotsport vid olympiska sommarspelen 1980
Herrarnas K-4 1000 meter vid olympiska sommarspelen 1984 hölls på Man-made Basin i Moskva. 

## Medaljörer
| Gren           | Guld                                                                | Silver                                                    | Brons                                                                  |
| K-4 1000 meter | Östtyskland Rüdiger Helm Bernd Olbricht Harald Marg Bernd Duvigneau | Rumänien Mihai Zafiu Vasile Dîba Ion Geantă Nicuşor Eşanu | Bulgarien Borislav Borisov Bozhidar Milenkov Lazar Christov Ivan Manev |

## Resultat

### Heat
| Heat 1 |                                                                                     |               |    |
| 1.     | Gennadij Machnjov, Serhij Nahoryj, Aleksandrs Avdejevs och Uladzimir Tajnikaŭ (URS) | 3:02,70       | QF |
| 2.     | François Barouh, Patrick Berard, Philippe Boccara och Patrick Lefoulen (FRA)        | 3:04,77       | QF |
| 3.     | Lars-Erik Moberg, Per Lundh, Torbjörn Thorsson och Berndt Andersson (SWE)           | 3:05,20       | QF |
| 4.     | József Deme, János Rátkai, József Kosztyán och Zoltán Sztanity (HUN)                | 3:06,19       | QS |
| 5.     | Borislav Borisov, Bozjidar Milenkov, Lazar Christov och Ivan Manev (BUL)            | 3:07,19       | QS |
| 6.     | Mihai Zaifu, Vasile Dîba, Ion Genatǎ och Nicuşor Eşanu (ROU)                        | 3:08,69       | QS |
| 7.     | Stephen Brown, Douglas Parnham, Alain Williams och Steven Hancock (GBR)             | 3:10,18       | QS |
| Heat 2 |                                                                                     |               |    |
| 1.     | Rüdiger Helm, Bernd Olbricht, Harald Marg och Bernd Duvigneau (GDR)                 | 3:04,86       | QF |
| 2.     | Ryszard Oborski, Grzegorz Kołtan, Daniel Wełna och Grzegorz Śledziewski (POL)       | 3:09,92       | QF |
| 3.     | Barry Kelly, Robert Lee, Ken Vidler och Crosbie Baulch (AUS)                        | 3:10,49       | QF |
| 4.     | Ron Stevens, Gert Jan Lebbnik, Jan Baaijens och Rob van Weerdenburg (NED)           | 3:13,62       | QS |
| 5.     | Herbert Havlik, Dietmar Schlöglmann, Han Mayr och Eduard Reisinger (AUT)            | 3:13,86       | QS |
| -      | Unto Elo, Pertti Kauppila, Leo Lagström och Harri Myllylä (FIN)                     | Startade inte |    |
| -      | Christopher Macdonald, Ian Ferguson, Alan Thompson och Geoffrey Walker (NZL)        | Startade inte |    |

### Semifinal
| Semifinal |                                                                           |         |    |
| 1.        | Mihai Zaifu, Vasile Dîba, Ion Genatǎ och Nicuşor Eşanu (ROU)              | 3:09,63 | QF |
| 2.        | József Deme, János Rátkai, József Kosztyán och Zoltán Sztanity (HUN)      | 3:11,46 | QF |
| 3.        | Borislav Borisov, Bozjidar Milenkov, Lazar Christov och Ivan Manev (BUL)  | 3:12,00 | QF |
| 4.        | Stephen Brown, Douglas Parnham, Alain Williams och Steven Hancock (GBR)   | 3:13,41 |    |
| 5.        | Herbert Havlik, Dietmar Schlöglmann, Han Mayr och Eduard Reisinger (AUT)  | 3:16,43 |    |
| 6.        | Ron Stevens, Gert Jan Lebbnik, Jan Baaijens och Rob van Weerdenburg (NED) | 3:16,58 |    |

### Final
| Gold   | Rüdiger Helm, Bernd Olbricht, Harald Marg och Bernd Duvigneau (GDR)                 | 3:13,76 |
| Silver | Mihai Zaifu, Vasile Dîba, Ion Genatǎ och Nicuşor Eşanu (ROU)                        | 3:15,35 |
| Bronze | Borislav Borisov, Bozjidar Milenkov, Lazar Christov och Ivan Manev (BUL)            | 3:15,46 |
| 4.     | Ryszard Oborski, Grzegorz Kołtan, Daniel Wełna och Grzegorz Śledziewski (POL)       | 3:16,33 |
| 5.     | József Deme, János Rátkai, József Kosztyán och Zoltán Sztanity (HUN)                | 3:17,27 |
| 6.     | François Barouh, Patrick Berard, Philippe Boccara och Patrick Lefoulen (FRA)        | 3:17,60 |
| 7.     | Gennadij Machnjov, Serhij Nahoryj, Aleksandrs Avdejevs och Uladzimir Tajnikaŭ (URS) | 3:19,83 |
| 8.     | Barry Kelly, Robert Lee, Ken Vidler och Crosbie Baulch (AUS)                        | 3:19,87 |
| 9.     | Lars-Erik Moberg, Per Lundh, Torbjörn Thorsson och Berndt Andersson (SWE)           | 3:20,74 |